# Gurensi

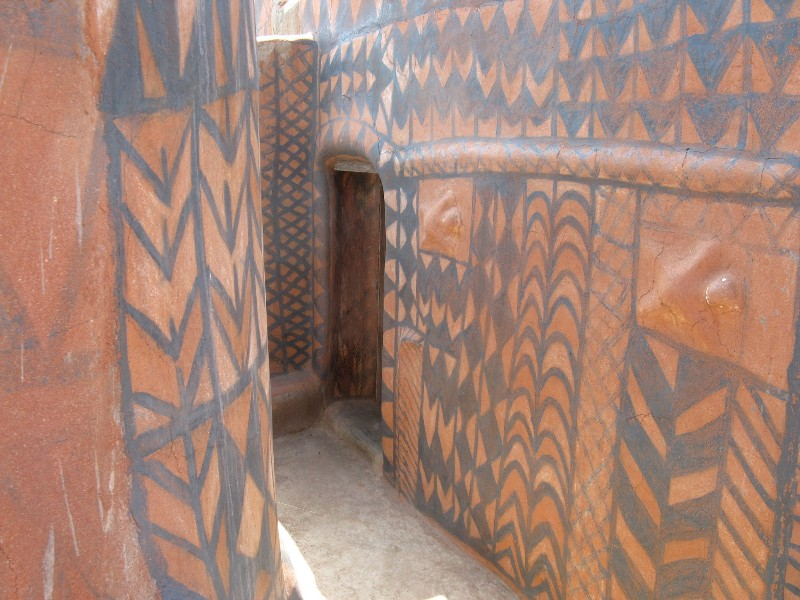
Woningen van klei van de Kassena

De Gurensi, Gurunsi of Grusi vormen een verzameling van etnische groepen in het noorden van Ghana en het zuiden van Burkina Faso, vooral in en rond de Ghanese stad Bolgatanga.

## Subgroepen
De belangrijkste en bekendste subgroep zijn de Frafra uit Ghana, die zelf ook weleens als Gurensi worden aangeduid. Andere subgroepen uit Ghana zijn de Kusasi en de Tallensi, uit Burkina Faso de Bwa, Ko, Lele, Nuni en de Sissala. Subgroepen die in beide landen voorkomen zijn de Nankani en de Kassena. 
Ook al worden deze subgroepen niet gekenmerkt door een en dezelfde taal of een politieke eenheid, zijn de sociale, economische en religieuze praktijken van deze subgroepen voldoende gelijk voor leden van de subgroepen om zichzelf als lid van dezelfde cultuur te zien.

## Afbeeldingen

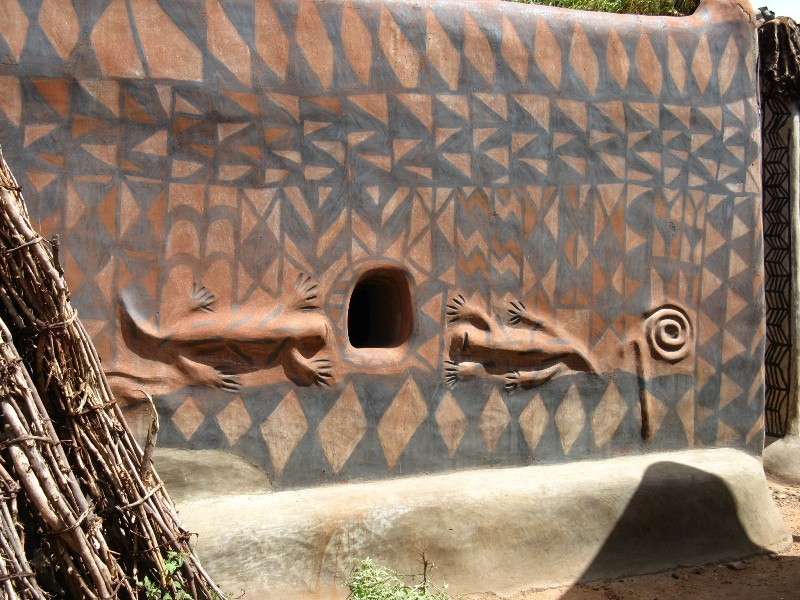
Woningen van klei van de Kassena
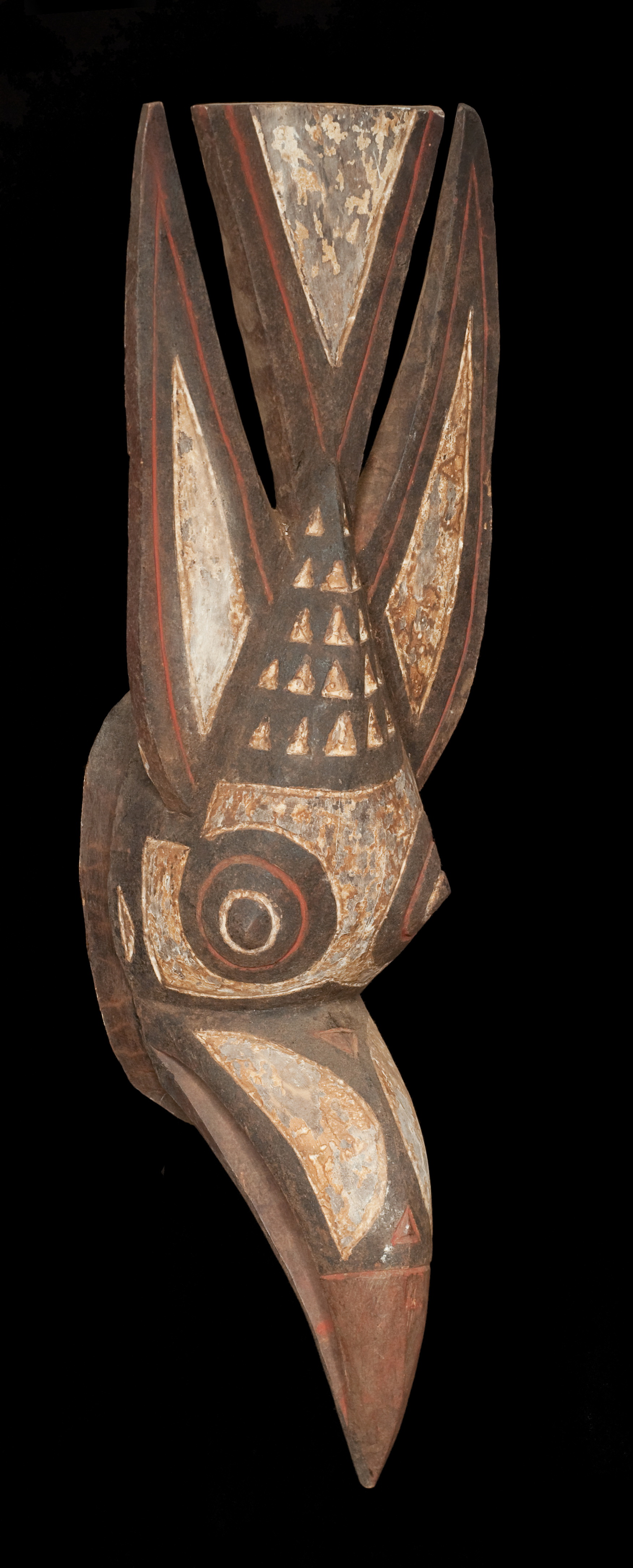
Vogelmasker
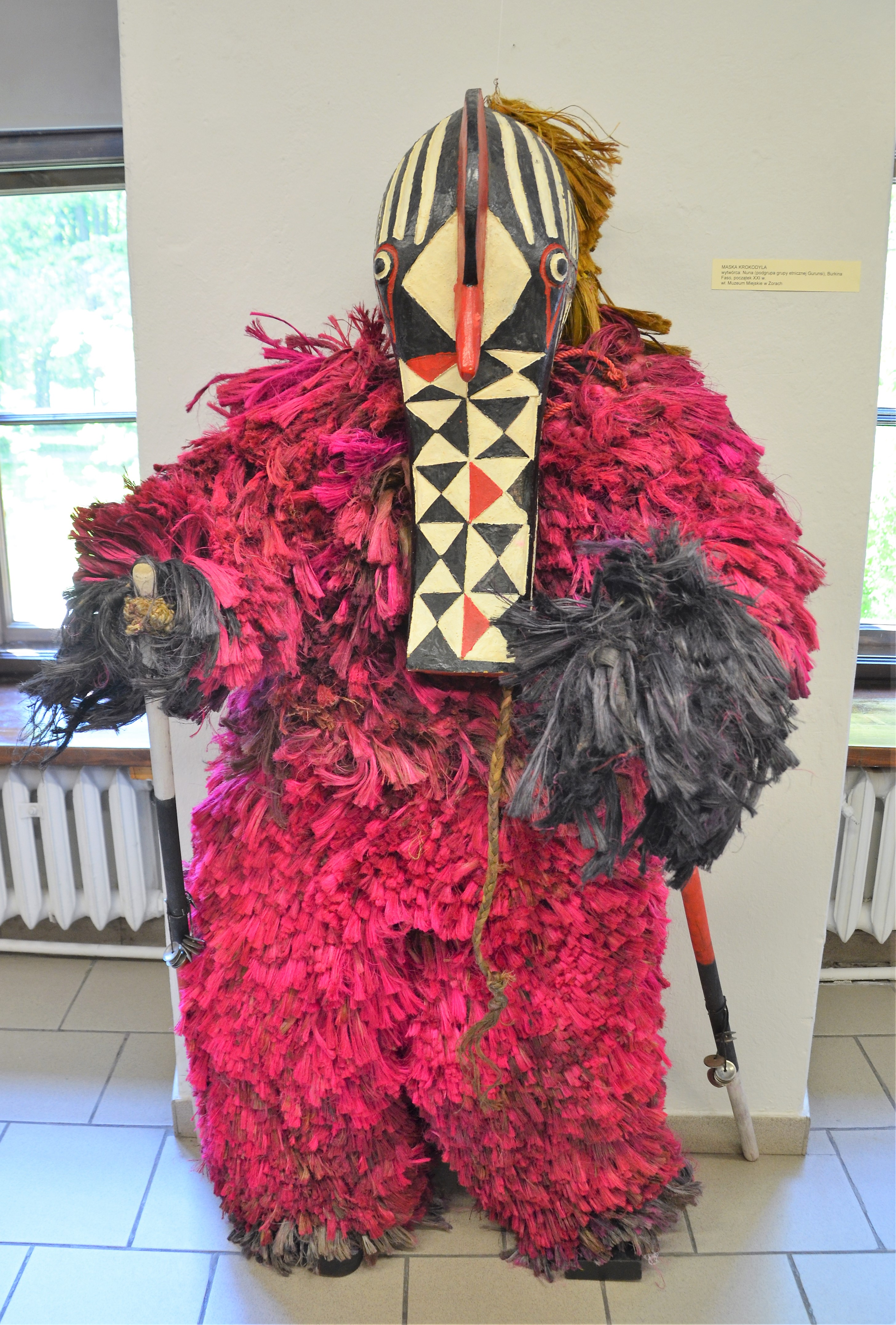
Krokodilmasker
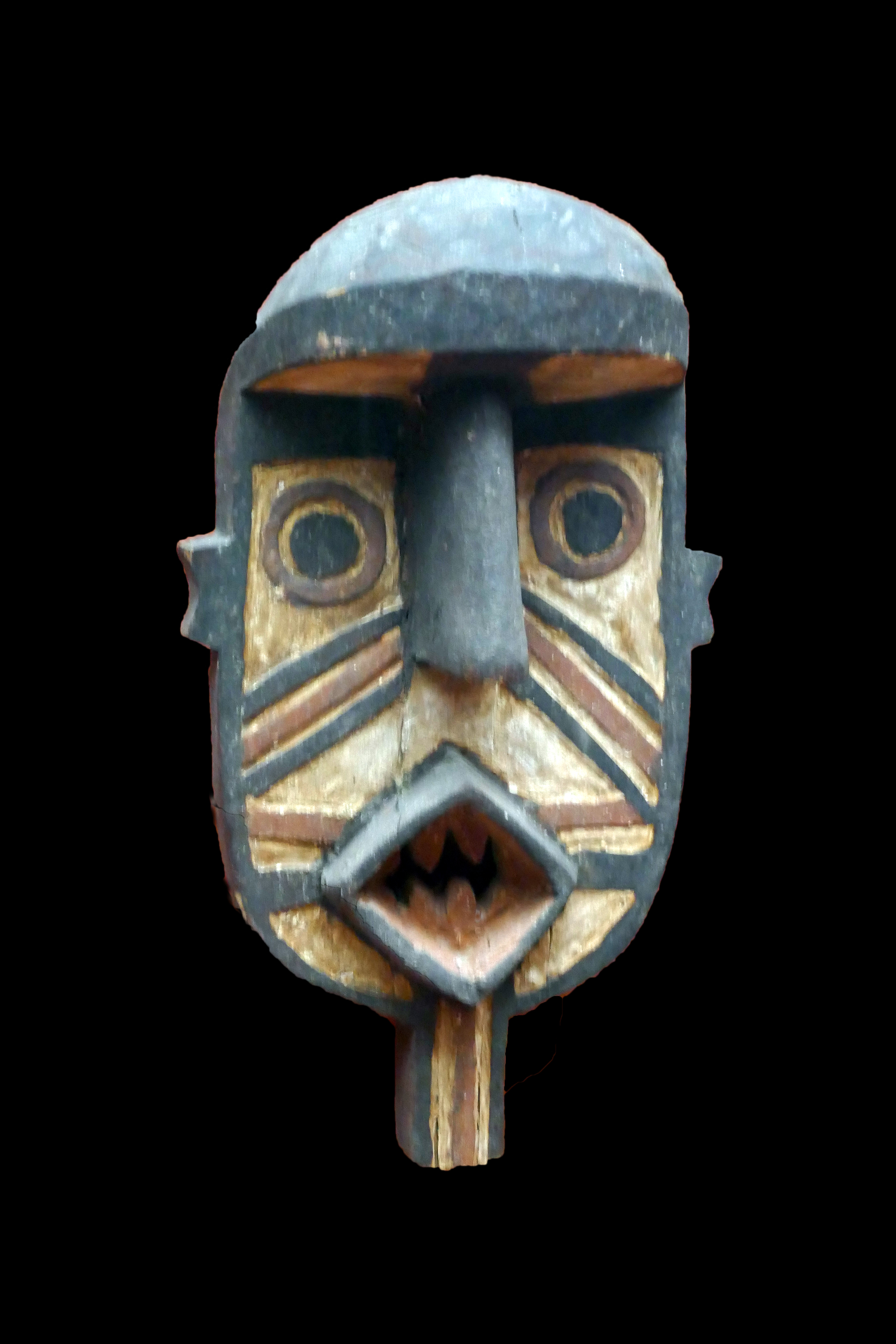
Aapmasker
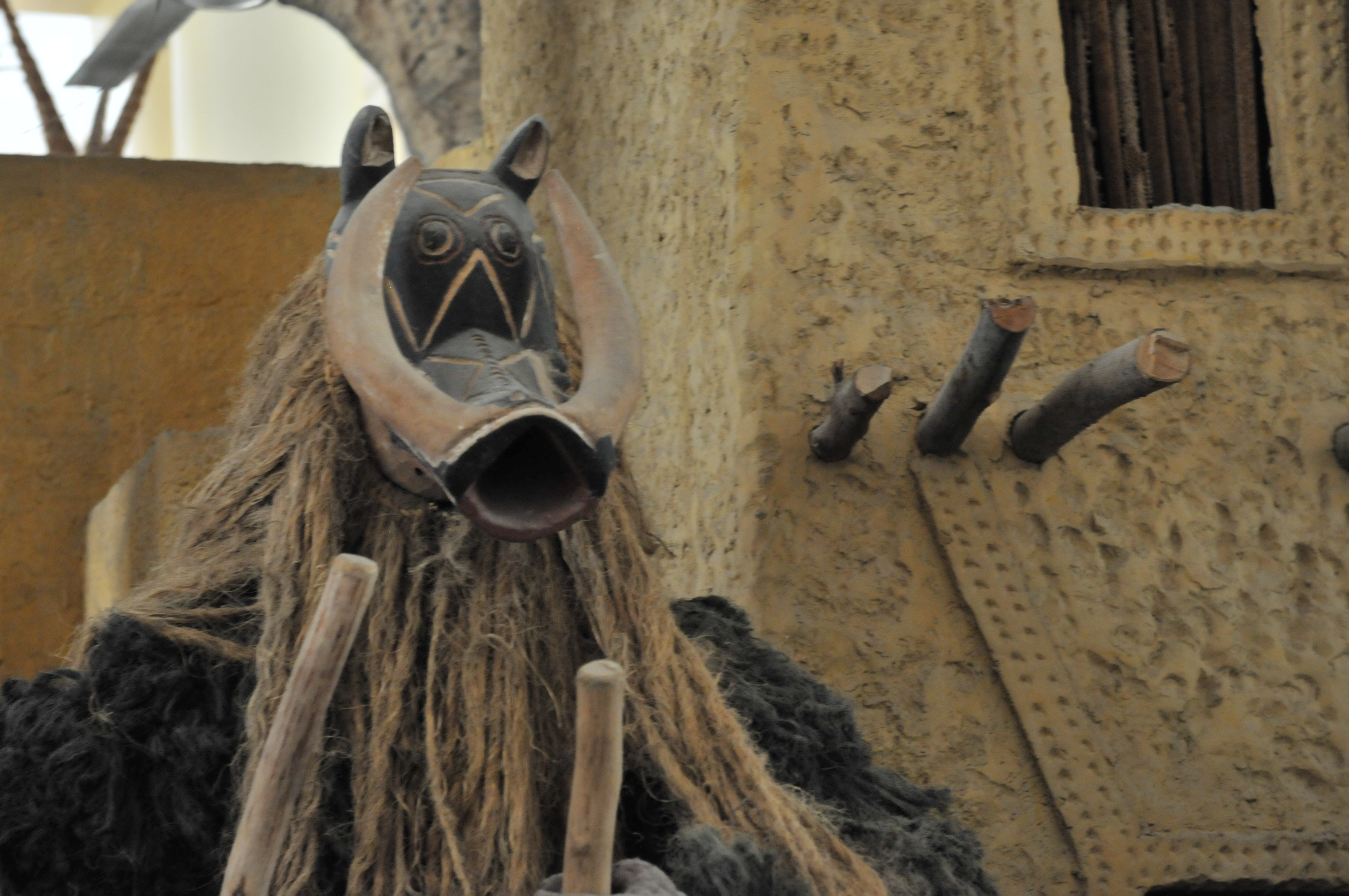
Wildzwijnmasker